# Parancistrocerus sumichrasti
Parancistrocerus sumichrasti är en stekelart som först beskrevs av Henri Saussure 1857.  Parancistrocerus sumichrasti ingår i släktet Parancistrocerus och familjen Eumenidae. Inga underarter finns listade i Catalogue of Life.